# Rasterbild

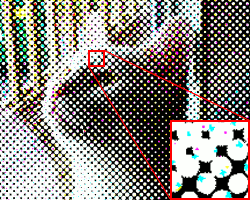
Rastrerad katt

En rasterbild är en bild som är byggd genom rastrering, vilket är en metod för att åstadkomma gråskala och färgintensitet med hjälp av ett litet antal tryckfärger med en enda färgintensitet. Med bara svart färg kan en bild i gråskala skapas på det här viset, och med fyrfärgstryck kan de flesta färger återskapas.
Principen för att skapa en rasterbild i gråskala är att bilden delas upp i ett tänkt rutnät, antingen kvadrater eller hexagoner (bikakemönster). Den totala ljusintensiteten i varje ruta mäts. På motsvarande ruta på rasterbilden fylls en vit likadan ruta med en svart prick av sådan storlek att samma totala ljusintensitet för rutan uppnås. Vid vit färg lämnas rutan tom och vid svart färg fylls den helt. Den färdiga rasterbilden består av olika stora svarta prickar i ett mönster. Om bilden betraktas på ett avstånd som är så stort att ögat inte kan se de enskilda punkterna, kommer bilden att uppfattas som en gråskalebild.
Traditionellt utförs rastrering med en så kallad reprokamera, där ett raster (rutnät) placeras framför filmen. På grund av ljusstrålarnas diffusion bakom rastret kommer olika stora punkter att bildas beroende på ljusintensiteten på det som filmen "ser" genom varje enskild ruta i rastret.
För att rastrera färgbilder används tre färger utöver svart, så kallat fyrfärgstryck, på vit bakgrund för att lura ögat att se alla färger. Vanligen används CMYK-modellen, som är uppbyggd av cyan, magenta, gul och svart.
I datorgrafiksammanhang betyder ordet rasterbild en bild som är uppbyggd kring ett rutnät av bildelement av en bestämd storlek. Bildelementen (pixlarna) kan i detta fall oftast ha fler färger än två, inte sällan kan en färgupplösning ända upp till 48 bit per pixel väljas. PNG, JPEG, GIF och BMP är exempel på filformat för lagring av rasterbilder. Rasterbilder är normalt inte skalbara utan kvalitetsförlust. Motsatsen är bilder uppbyggda kring matematiska funktioner, så kallad vektorgrafik. Vektorgrafik kan skalas helt utan kvalitetsförlust, däremot kan kvalitetsförluster uppstå då de ska visas på bildskärmen eller skrivas ut.